# 自動オルガンのための幻想曲 K.608
自動オルガンのための幻想曲 ヘ短調 K.608は、ヴォルフガング・アマデウス・モーツァルトが作曲した自動オルガンのための作品。「自動オルガンのためのアレグロとアンダンテ」と表記されることもあるが、単に「幻想曲」と表記されることが多い。

## 概要
モーツァルトはオルガン曲も作曲しているが、そのほとんどが自動オルガンのための作品である。この小さい自動オルガンのための幻想曲（アレグロとアンダンテ）は、1791年の3月3日にウィーンで作曲され、作品の注文主は美術収集家のヨーゼフ・ダイム伯爵（ミュラーとも呼ばれている）という人物で、伯爵は蝋人形館を開いて機械仕掛けの楽器のコレクションを展示し、楽器の自動演奏を聴かせていたという。
4声のために書かれたこの作品は、現在でも演奏されることが多く、のちにモーツァルトによって4手ピアノ用に編曲された形で楽譜が出版された。また、オリジナルの楽器は現在行方不明となっているが、1991年にベルリンの音楽家の手によって復元された。

## 構成
アレグロ（ヘ短調、4分の4拍子）とアンダンテ（変イ長調、4分の3拍子）の構成となっている。演奏時間は約10分。